# Vành đai Vàng của Nga
Vành đai Vàng của Nga (tiếng Nga: Золото́е кольцо́ Росси́и) là một cụm các thành phố lâu đời ở miền bắc vùng liên bang Trung tâm ở Nga. Các thành phố này là cái nôi văn hóa của nước Nga và có ý nghĩa quan trọng với Giáo hội Chính thống giáo Nga. Khu vực này vẫn còn bảo tồn với mật độ dày đặc các công trình kiến trúc cổ của Nga từ thế kỷ XII đến thế kỷ XVIII mà nhiều trong số đó là di sản thế giới UNESCO. Điều đặc biệt là các thành phố này ở các vị trí mà ghép lại với nhau thì thành một vòng tròn ở phía Bắc của Moskva. Tên gọi "Vành đai Vàng của Nga" do nhà sử học và nhà văn Yuri Bychkov đặt ra năm 1967.
Tám thành phố chủ yếu trong Vành đai Vàng của Nga là Yaroslavl, Kostroma, Ivanovo, Suzdal, Vladimir, Sergiev Posad, Pereslavl-Zalessky và Rostov Veliky. Ngoài ra, cũng phải kể đến Palekh, Plyos, Shuya, Gus-Khrustalny, Murom, Yuriev-Polsky, Rybinsk, Tutaev và Uglich. Nhiều thành phố trong số này nằm dọc theo quốc lộ M8.

## Hình ảnh

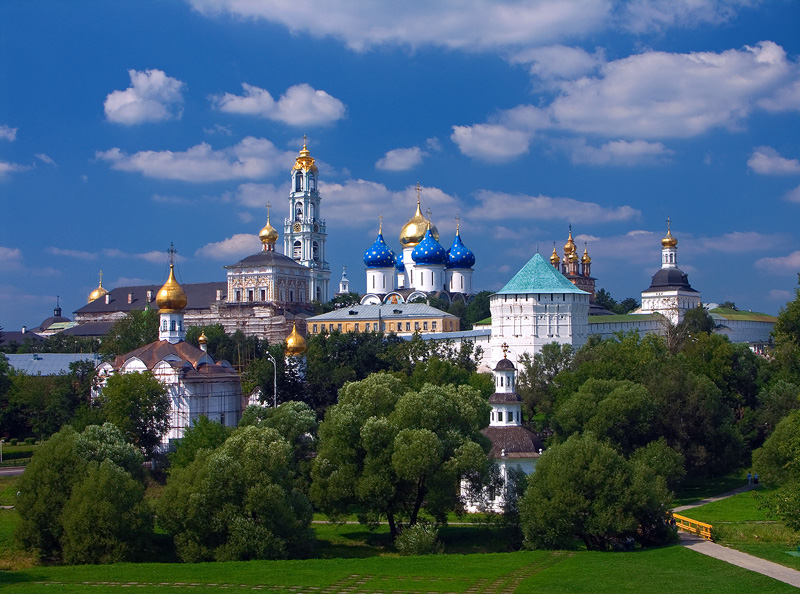
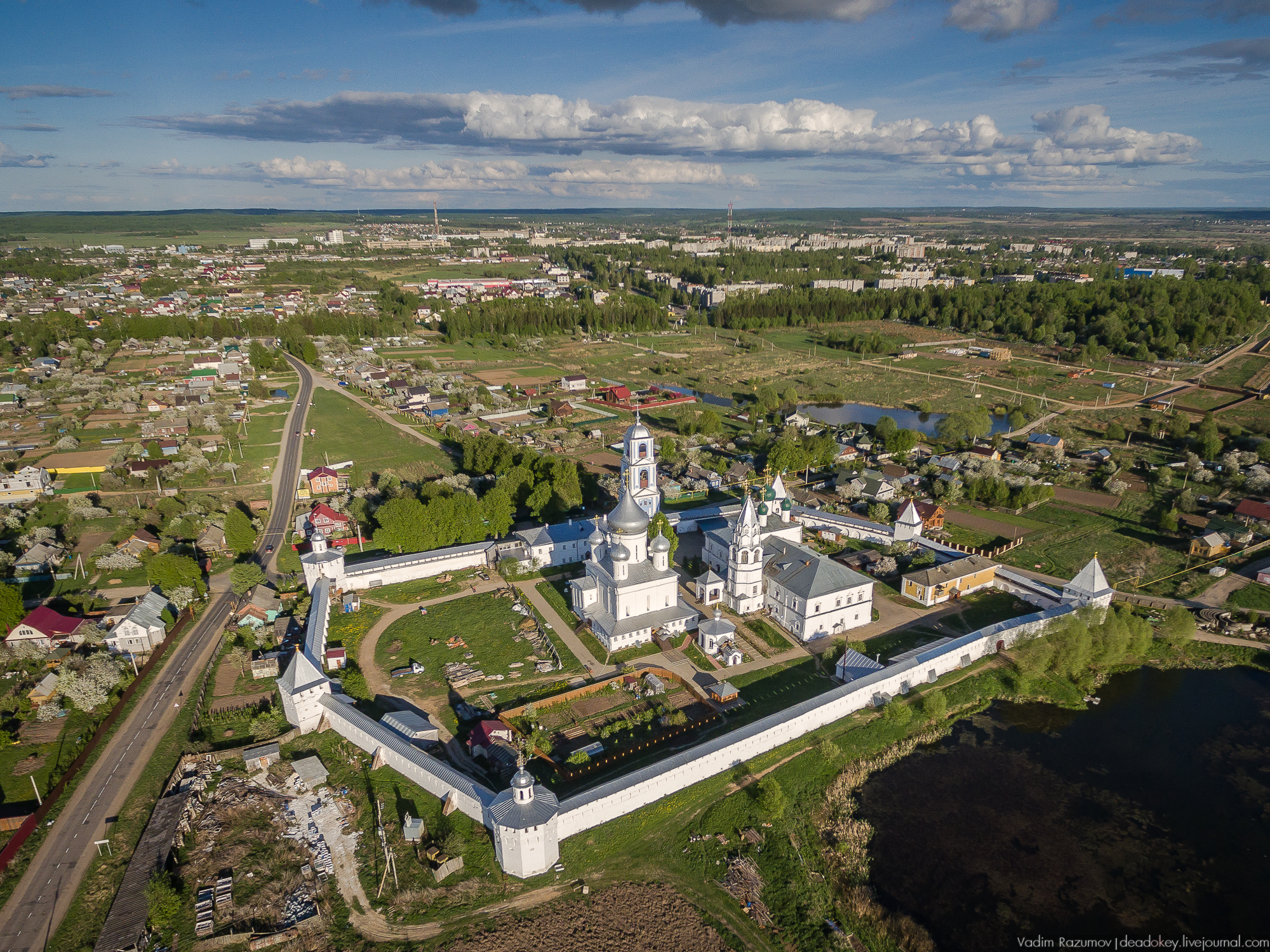
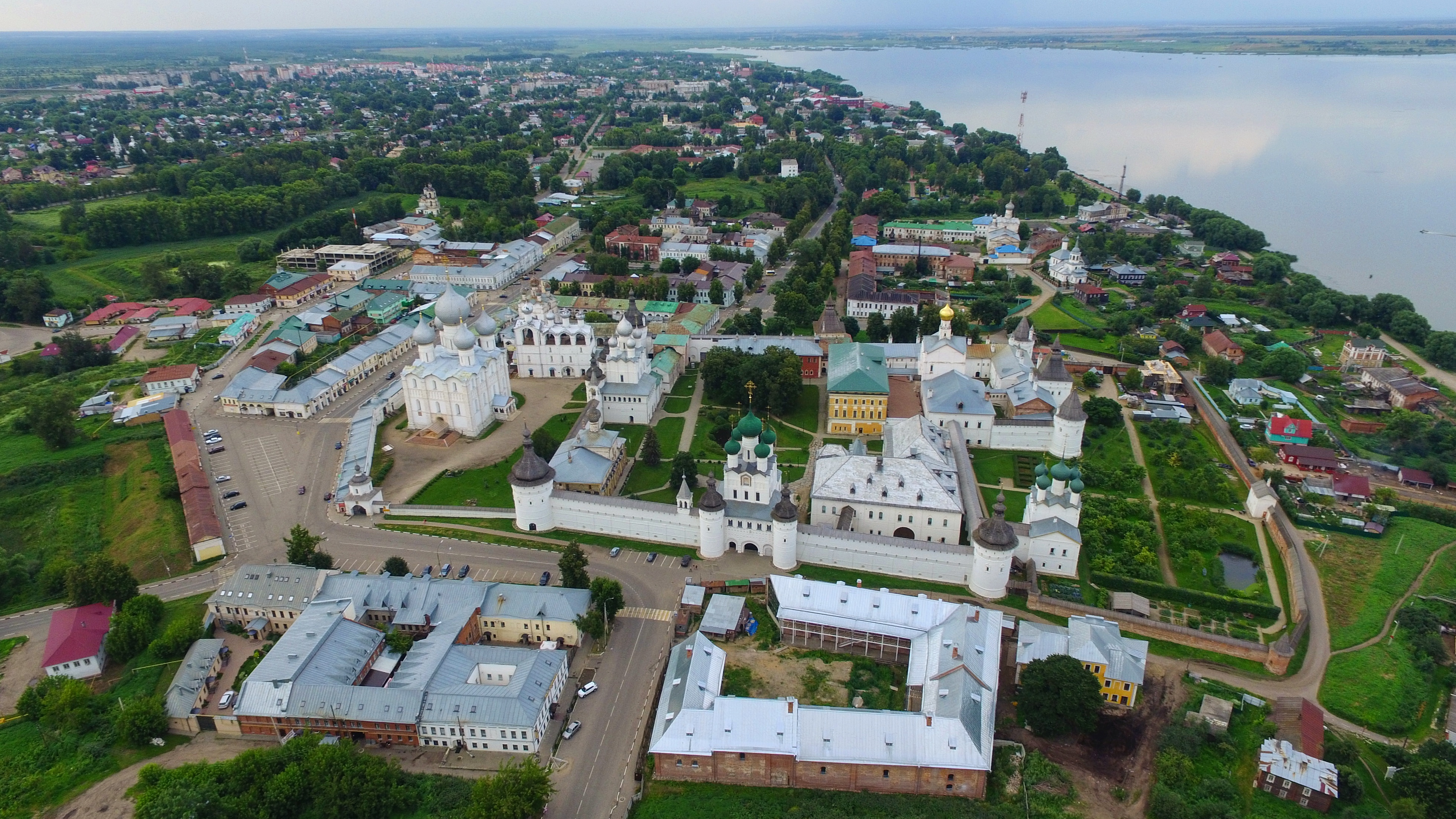
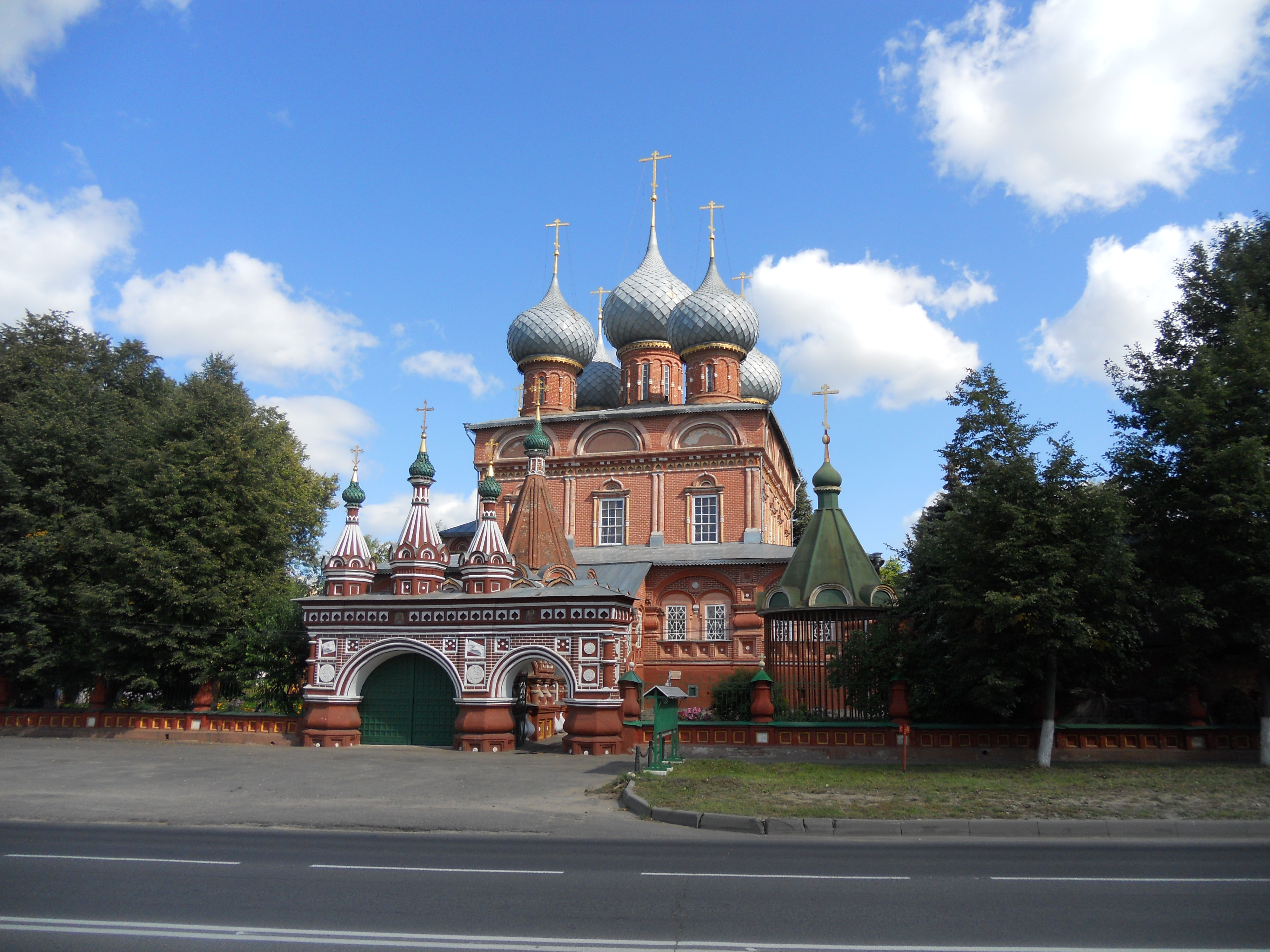
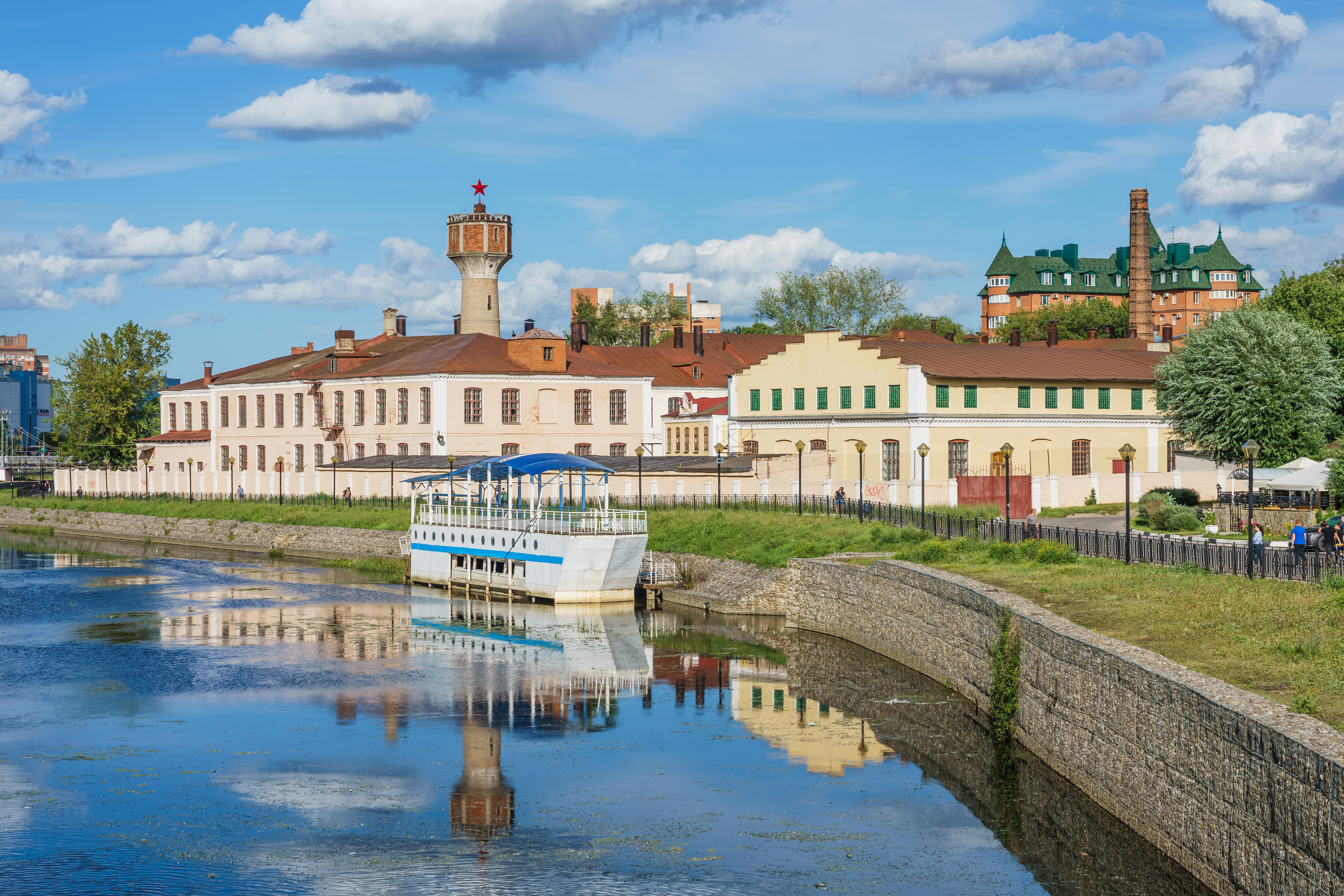
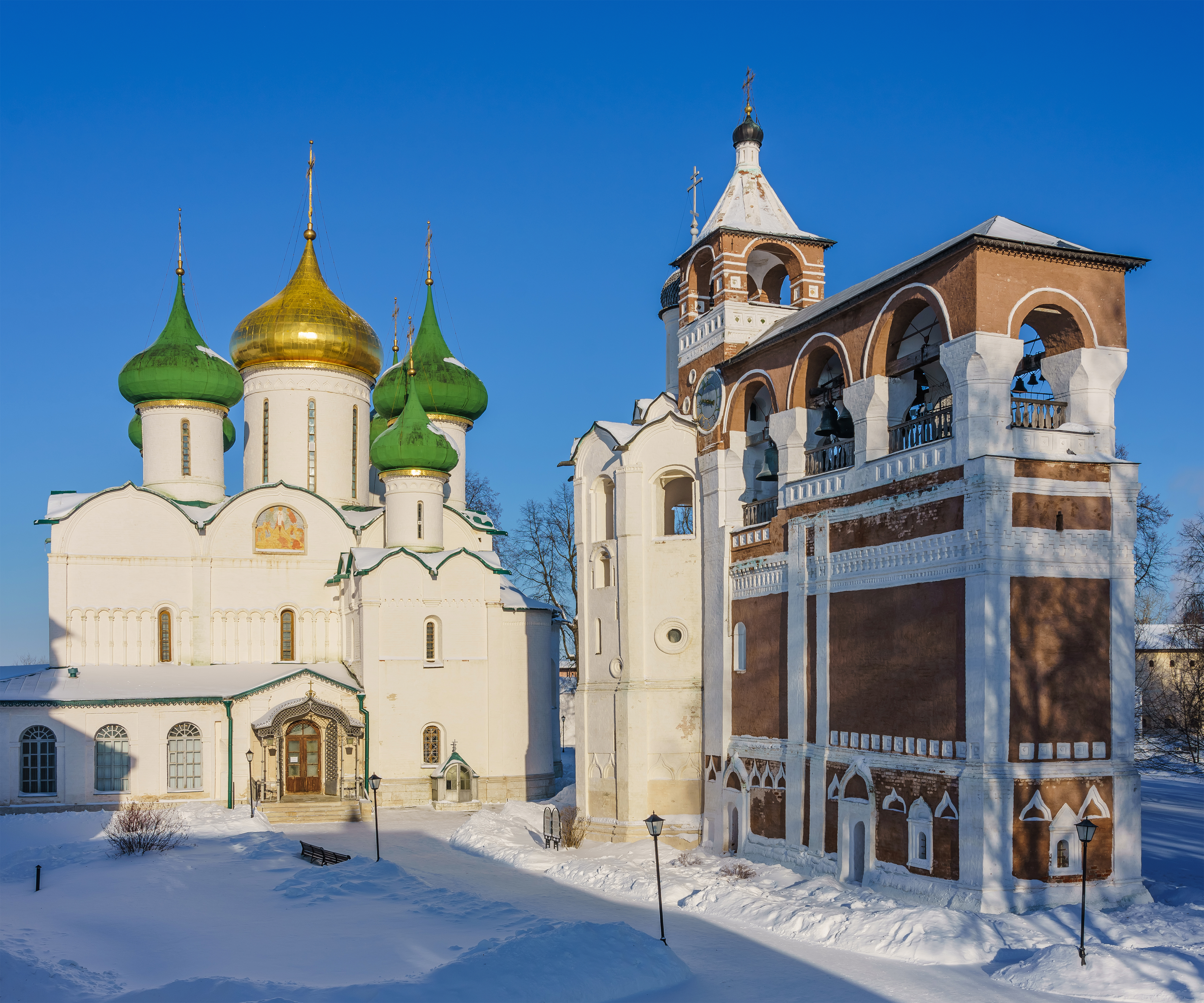
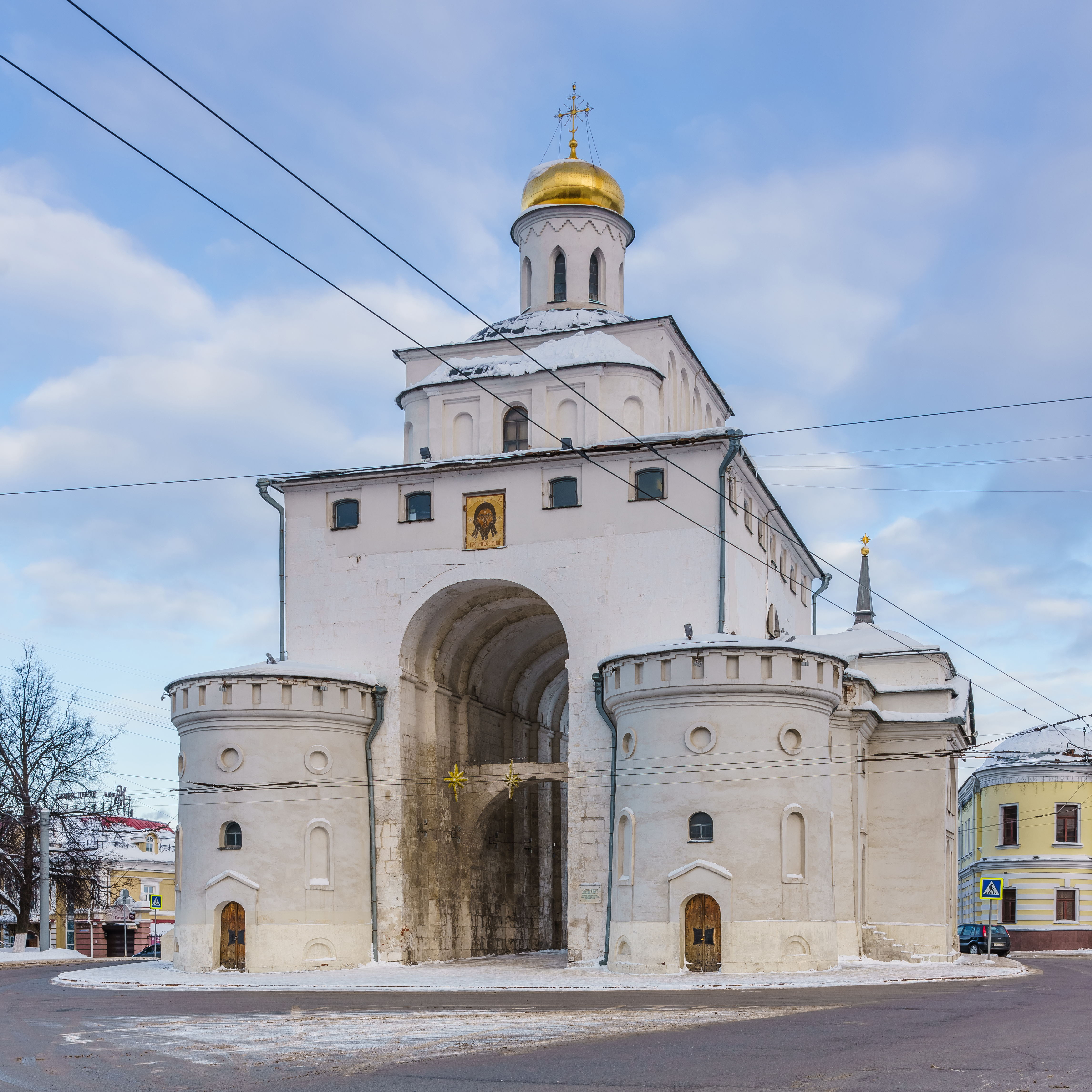
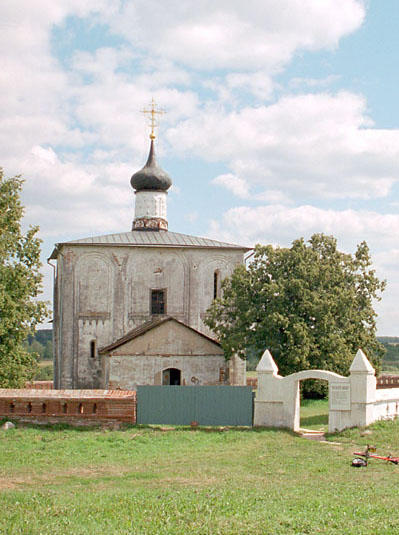
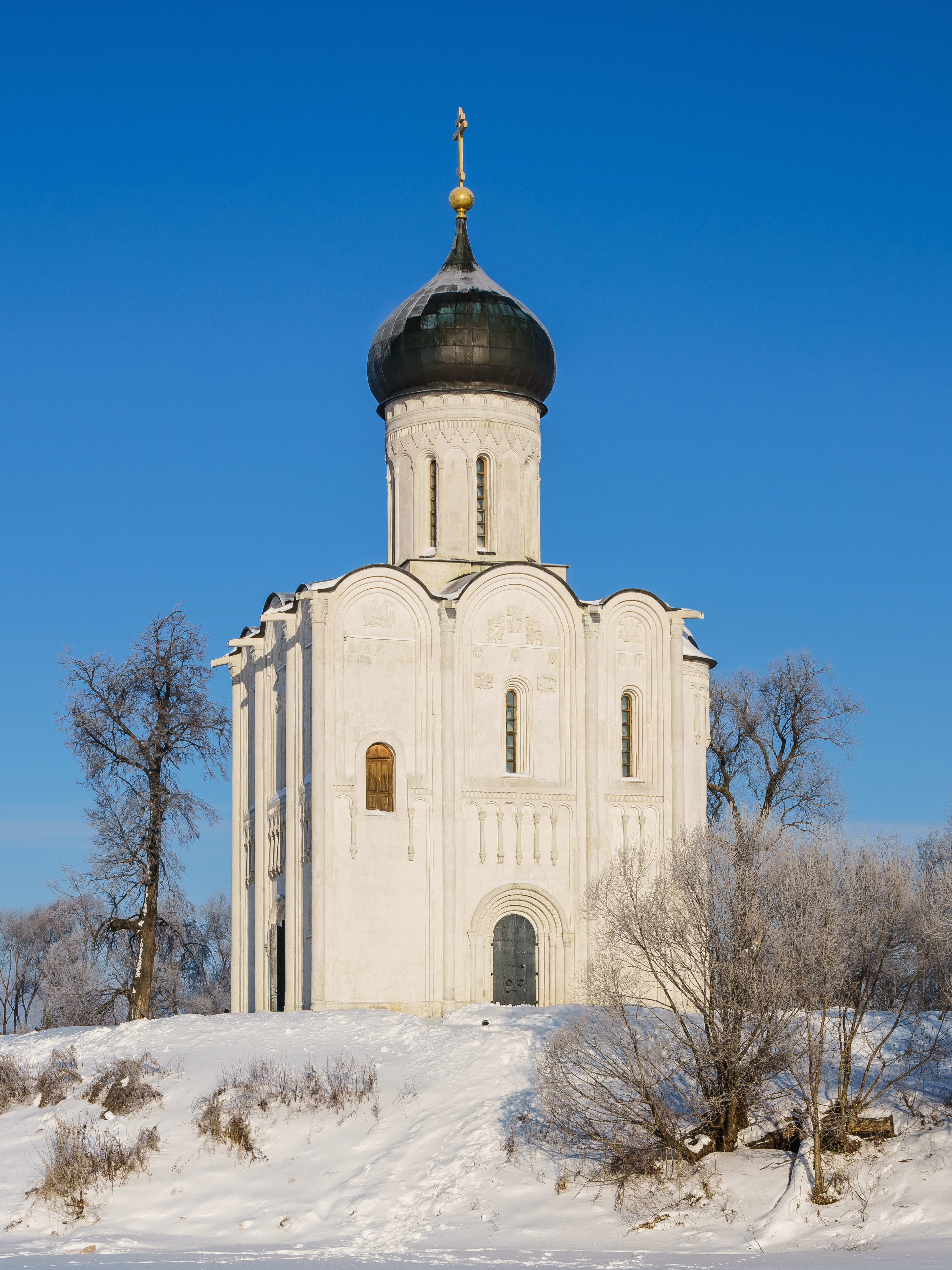
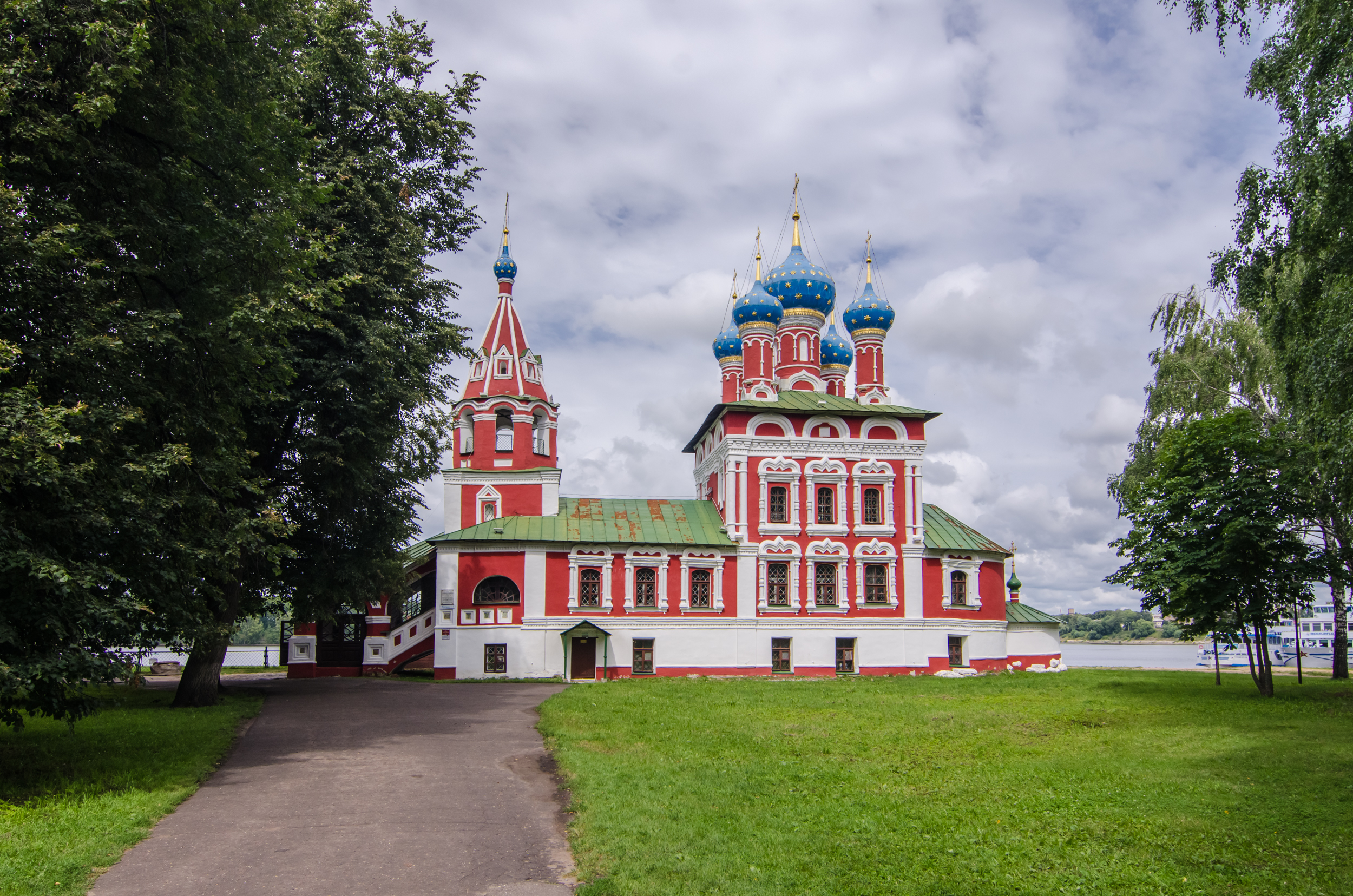
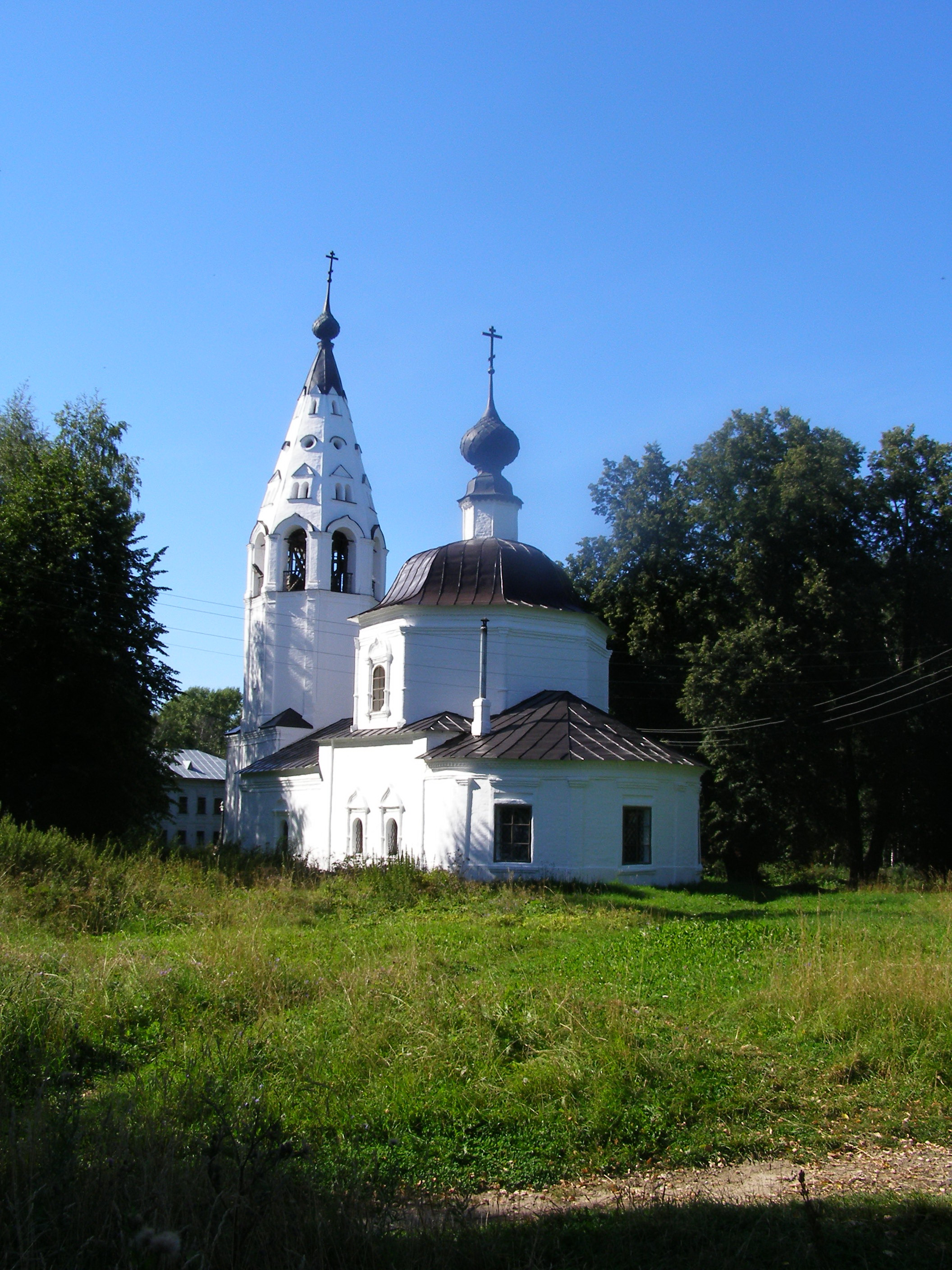
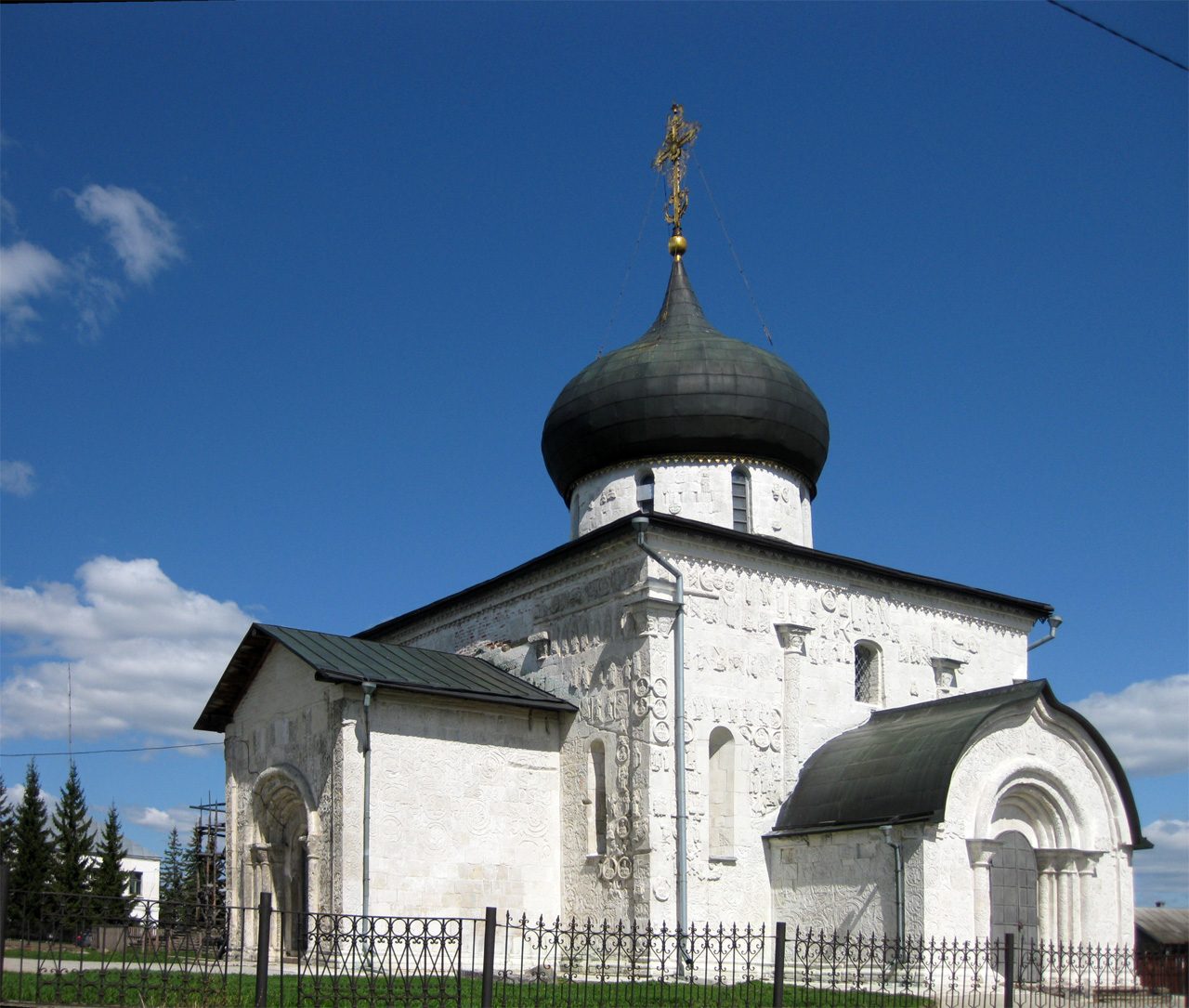

- Tập tin:Yaroslavl Montage 2018.png